# 1964年白河地震

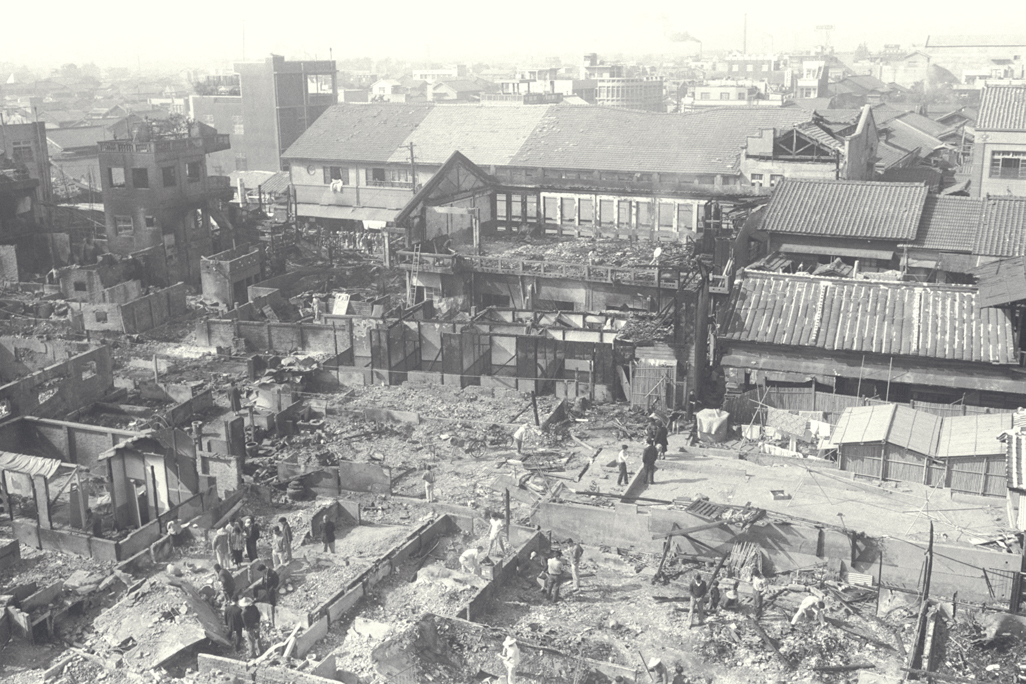
白河地震災害

1964年白河地震，也被稱為白河大地震，是指1964年1月18日於台灣時間晚上8時4分（协调世界时正午12時4分）在台灣台南縣（今台南市）東部因觸口斷層錯動而發生的黎克特制(ML)6.3地震。這場地震共造成106人死亡、650人受傷，並且災情蔓延遠至嘉義市區，是為台灣發生在20世纪的地震中排名第六慘重，若從二戰結束後算起，排名則是僅次於921大地震、2024年花蓮地震、2016年高雄美濃地震。

## 詳情
地震發生於台灣時間1964年1月18日（星期六）晚上8時4分（协调世界时正午12時4分）。是次地震強度為黎克特制6.3級，深度為18（11英里），震央位於台南市東北東方43千米處，即台南縣（今台南市）東部，由菲律宾板块與欧亚大陆板块擠壓，導致長約40（25英里）的觸口斷層錯動所造成，屬淺層地震。地震所釋放的能量大約是1022爾格，相當於2.9×108千瓦·時的電力，相若於第二次世界大戰之中轟炸日本廣島市和長崎市的原子彈所釋放出來的能量。

## 災害統計
根據當時臺灣省政府的資料顯示，此次地震共造成106人死亡或失蹤、229人受重傷、421人受輕傷。另有民房全倒10,502棟、半倒25,818棟。公有建築物則有全倒682間、半倒764間、破損1,905間。以1964年幣值計算，單在台南縣（今臺南市）內民房及其他建築物因損毀而造型的損失金額逾新臺幣1.91億元。
是次地震建築物損毀程度，主要在於地質程度和建築材料。在地質較為軟弱的白河鎮（今白河區）、東山鄉（今東山區）等地，木造、土埆造和磚造建築物損壞較嚴重，而加強磚造和鋼筋混凝土造建築物則損壞不大。但在地質較為堅硬的楠西鄉（今楠西區）、玉井鄉（今玉井區）等地則剛好相反，加強磚造和鋼筋混凝土造建築物的損壞較嚴重。
地震亦伴隨有發生地鳴、地光、地裂、土壤液化和砂沸等現象，主要發生在白河鎮、新化鎮（今新化區）、永康鄉（今永康區）及關子嶺等地。關子嶺溫泉湧出口亦因地震所造成的擁塞而改道，並在附近公路中間產生新的湧出口，不時從該處噴出夾雜著泥砂的熱泉水，附近草木受到影響，持續了約一星期。另在烏山頭水庫的壩堤出現龜裂，關子嶺出現山崩，172線公路有多處龜裂。
在嘉義市，由地震直接造成的損害並不大，僅有一些老舊的木造房屋受損及一棟三層鋼筋混凝土樓房倒塌，但地震卻在嘉義市區引起大火。當時餘震接著發生，民眾無暇救火，導致該區被大火焚燒。據《中央日報》記載，火災起火點在中山路的「中央餐廳」。期間火線長約1千米，中山路、光彩街、中正路、國華街及文化路一帶曾陷入火海，焚燒面積達7,848平方公尺。該區被大火焚燒逾3小時後，到翌日凌晨1時（协调世界时18日下午5時）左右才被撲滅，但已被燒成廢墟，共有174戶房屋被焚燬。

## 政府反應
地震發生當時，台灣尚未有官方的災害管理政策，救災和災後重建主要由中華民國國軍和中華民國警察執行。而是次地震迫使臺灣省政府重新考慮這一不足，並於翌年發佈自然災害援助標準程序。

## 參看
- 1946年新化地震
- 921大地震
- 2016年高雄地震
- 2025年嘉義地震

## 外部連結
- 1964年白河地震介紹頁（页面存档备份，存于），中央氣象局
- . 台影新聞史料. 國家電影資料館.
- . 台影新聞史料. 國家電影資料館.[永久]